# Oxyaeida baccettii
Oxyaeida baccettii är en insektsart som beskrevs av Otte, D. 1995. Oxyaeida baccettii ingår i släktet Oxyaeida och familjen gräshoppor. Inga underarter finns listade i Catalogue of Life.